# Mark Novitski
Pour les articles homonymes, voir Novitski.
Mark Vladimirovitch Novitski (Марк Влади́мирович Нови́цкий) (nom de naissance Bruch), né le 11 septembre 1920 à Moscou et mort le 13 septembre 1986 à Moscou (URSS), est un artiste de variété soviétique, distingué comme artiste émérite de la RSFSR en 1970.

## Biographie
Il naît à Moscou et est diplômé de l'école de musique et de théâtre Glazounov. Il se produit sur les scènes de théâtres d'opérette. En octobre 1940, il part faire son service militaire dans l'Armée rouge; mais il n'est démobilisé qu'après la fin de la Grande Guerre patriotique, en 1946. Il dirige un chœur militaire à Khabarovsk. Il retourne vivre à Moscou en 1948.
Il tient le rôle d'animateur en 1949 avec Alexandre Azarine et à partir de 1950 il se produit en duo avec Lev Mirov: c'est alors qu'il prend le pseudonyme de « Novitski ». Dans les années 1960-1970, toujours avec Mirov, il est le principal animateur de l'émission de télévision de variété La Petite Flamme bleue («Голубой огонёк»). Ils jouent ensemble dans le téléfilm musical Je vous renvoie votre portrait («Я возвращаю ваш портрет», 1983). Après la mort de son partenaire, il se produit seul.
L'urne de ses cendres est conservée au columbarium du cimetière Vagankovo de Moscou.

### Famille
- Épouse: Vassia Efimovna Novitskaïa (1921-2000)
- Fils: Alexandre Markovitch Novitski, producteur de variétés;
  - Petit-fils: Vladimir Alexandrovitch Novitski (né en 1977), acteur de théâtre et de cinéma;
- Fille: Tatiana Markovna Novitskaïa (1955-2003), actrice.

## Théâtre
Théâtre Ermitage
- Voici le vapeur (Вот идёт пароход)

Théâtre de l'Estrade
- Son anniversaire (Его день рождения)
- Estrade sans parade (Эстрада без парада)
- Soirées moscovites (Московские вечера)

Music-hall moscovite (Московский мюзик-холл)
- 1960: Quand les étoiles s'illuminent (Когда загораются звёзды)

## Filmographie
- 1954: Joyeuses étoiles (Весёлые звёзды): apparition anonyme
- 1959: Approche spéciale (Особый подход): apparition anonyme
- 1967: Mot de passe inutile (Пароль не нужен): épisode (sous le nom de M. Bruch)
- 1969: L'Enlèvement (Похищение): apparition anonyme
- 1970: Affaire à propos de... (Дело о…): le procureur